# نازک‌مرغ تایتا
نازک‌مرغ تایتا (نام علمی: Apalis fuscigularis) نام یک گونه از سرده نازک‌مرغ است.